# سلمان احمد
سلمان احمد (اردو: سلمان احمد؛ ۱۲ دسامبر ۱۹۶۳) خواننده، نوازنده گیتار، پزشک اهل پاکستان مقیم آمریکا است. وی از سال ۱۹۸۹ میلادی تاکنون مشغول فعالیت بوده‌است.